# Divizia A1 de volei masculin 2017-2018
Sezonul Divizia A1 2017–18 a fost al 69-lea sezon al Divizia A1, cea mai înaltă ligă profesionistă de volei din România. VM Zalău a fost campioana en-titre. La finalul sezonului, Tricolorul LMV Ploiești a câștigat primul titlu. Au retrogradat UV Timișoara și CSS 2 Baia Mare.

## Formatul
Formatul competiției va fi același ca în sezonul precedent.
- 12 echipe au jucat sezonul regulat, constând într-un format dublu tur-retur.
- La sfârșitul sezonului regulat, echipele sunt împărțite în două grupe, una dintre ele formată din primele șase echipe și cealaltă de restul. În această a doua etapă se numără toate punctele sezonului regulat și echipele se vor înfrunta de două ori cu cele din grupa sa.

## Schimbări de echipă
| Promovate din Divizia A2 - Universitatea Cluj - CSS 2 Baia Mare - UV Timișoara | Retrogradate în Divizia A2 - VCM Piatra Neamț |

### Echipe excluse
Știința Bacău și Volei Caransebeș s-au retras din Divizia A1.

## Echipe
| Echipa            | Oraș        | Arena                         | Capacitate |
| ----------------- | ----------- | ----------------------------- | ---------- |
| Arcada            | Galați      | Dunărea                       | 1,500      |
| CSM               | București   | Sala Elite                    | 500        |
| CSS 2             | Baia Mare   | Lascăr Pană                   | 2,048      |
| Dinamo            | București   | Dinamo                        | 2,538      |
| SCM U             | Craiova     | Sala Polivalentă              | 4,215      |
| Steaua            | București   | Mihai Viteazu                 | 2,000      |
| Știința Explorări | Baia Mare   | Lascăr Pană                   | 2,048      |
| Tricolorul        | Ploiești    | Olimpia                       | 3,500      |
| Unirea            | Dej         | Sala Sporturilor              | 1,000      |
| Universitatea     | Cluj-Napoca | Sala Polivalentă Horia Demian | 2,525      |
| UV                | Timișoara   | Constantin Jude               | 2,200      |
| VM                | Zalău       | Sala Sporturilor              | 950        |

## Sezonul regulat
| Prima etapă |                                            |     |                                   |
|             |                                            |     |                                   |
| 07-10       | Universitatea Cluj-Universitatea Timișoara | 3-0 | 25-15, 25-13, 25-15               |
| 09-10       | Zalău-Baia Mare                            | 3-0 | 25-18, 25-20, 25-20               |
| 07-10       | Unirea Dej-Dinamo Bucarest                 | 3-1 | 27-29, 25-15, 25-11, 25-22        |
| 07-10       | Steaua Bucarest-Tricolorul Ploiești        | 3-0 | 25-22, 25-15, 25-15               |
| 07-10       | Universitatea Craiova-CSS2 Baia Mare       | 3-0 | 25-22, 25-19, 25-22               |
| 07-10       | Arcada Galați-CSM Bucarest                 | 3-2 | 24-26, 25-18, 22-25, 25-20, 15-10 |

| A doua etapă |                                           |     |                                   |
|              |                                           |     |                                   |
| 14-10        | Universitatea Timișoara-CSM Bucarest      | 0-3 | 16-25, 13-25, 20-25               |
| 14-10        | CSS2 Baia Mare-Arcada Galați              | 0-3 | 13-25, 19-25, 17-25               |
| 14-10        | Tricolorul Ploiești-Universitatea Craiova | 3-1 | 25-23, 25-15, 23-25, 25-22        |
| 13-10        | Dinamo Bucarest-Steaua Bucarest           | 3-1 | 25-22, 21-25, 28-26, 25-22        |
| 14-10        | Baia Mare-Unirea Dej                      | 3-2 | 25-23, 18-25, 24-26, 25-22, 15-13 |
| 14-10        | Universitatea Cluj-Zalău                  | 0-3 | 16-25, 19-25, 19-25               |

| A treia etapă |                                       |     |                                   |
|               |                                       |     |                                   |
| 18-10         | Zalău-Universitatea Timișoara         | 3-0 | 25-14, 25-17, 25-15               |
| 18-10         | Unirea Dej-Universitatea Cluj         | 3-2 | 25-23, 25-14, 23-25, 22-25, 15-12 |
| 18-10         | Steaua Bucarest-Baia Mare             | 3-0 | 25-20, 25-11, 25-20               |
| 18-10         | Universitatea Craiova-Dinamo Bucarest | 3-1 | 23-25, 25-23, 26-24, 25-20        |
| 18-10         | Arcada Galați-Tricolorul Ploiești     | 2-3 | 25-17, 15-25, 17-25, 25-23, 10-15 |
| 18-10         | CSM Bucarest-CSS2 Baia Mare           | 3-0 | 26-24, 25-15, 30-28               |

| A patra etapă |                                        |     |                                   |
|               |                                        |     |                                   |
| 21-10         | Universitatea Timișoara-CSS2 Baia Mare | 1-3 | 21-25, 25-15, 16-25, 16-25        |
| 21-10         | Tricolorul Ploiești-CSM Bucarest       | 3-0 | 25-16, 25-14, 25-1                |
| 23-10         | Dinamo Bucarest-Arcada Galați          | 0-3 | 18-25, 18-25, 19-25               |
| 21-10         | Baia Mare-Universitatea Craiova        | 3-1 | 25-17, 25-22, 21-25, 25-16        |
| 21-10         | Universitatea Cluj-Steaua Bucarest     | 1-3 | 15-25, 25-23, 21-25, 14-25        |
| 22-10         | Zalău-Unirea Dej                       | 3-2 | 22-25, 25-19, 25-17, 24-26, 15-11 |

| A cincea etapă |                                          |     |                            |
|                |                                          |     |                            |
| 28-10          | Unirea Dej-Universitatea Timișoara       | 3-0 | 25-20, 25-17, 25-19        |
| 27-10          | Steaua Bucarest-Zalău                    | 3-0 | 25-20, 25-16, 25-22        |
| 28-10          | Universitatea Craiova-Universitatea Cluj | 3-0 | 25-12, 25-11, 25-14        |
| 28-10          | Arcada Galați-Baia Mare                  | 3-1 | 25-17, 25-18, 15-25, 25-17 |
| 28-10          | CSM Bucarest-Dinamo Bucarest             | 3-1 | 25-19, 23-25, 25-21, 25-17 |
| 28-10          | CSS2 Baia Mare-Tricolorul Ploiești       | 0-3 | 12-25, 26-28, 22-25        |

| A șasea etapă |                                             |     |                                   |
|               |                                             |     |                                   |
| 31-10         | Universitatea Timișoara-Tricolorul Ploiești | 0-3 | 14-25, 10-25, 18-25               |
| 01-11         | Dinamo Bucarest-CSS2 Baia Mare              | 2-3 | 22-25, 25-23, 21-25, 25-23, 11-15 |
| 01-11         | Baia Mare-CSM Bucarest                      | 2-3 | 20-25, 21-25, 26-24, 25-19, 14-16 |
| 13-11         | Universitatea Cluj-Arcada Galați            | 1-3 | 25-18, 22-25, 11-25, 22-25        |
| 01-11         | Zalău-Universitatea Craiova                 | 3-0 | 25-21, 25-16, 25-22               |
| 01-11         | Unirea Dej-Steaua Bucarest                  | 1-3 | 21-25, 25-17, 19-25, 17-25        |

| A șaptea etapă |                                         |     |                                   |
|                |                                         |     |                                   |
| 04-11          | Steaua Bucarest-Universitatea Timișoara | 3-0 | 25-13, 25-16, 25-23               |
| 04-11          | Universitatea Craiova-Unirea Dej        | 3-0 | 25-15, 25-18, 25-14               |
| 05-11          | Arcada Galați-Zalău                     | 3-1 | 25-17, 20-25, 25-22, 26-24        |
| 04-11          | CSM Bucarest-Universitatea Cluj         | 3-0 | 25-18, 27-25, 25-21               |
| 06-11          | CSS2 Baia Mare-Baia Mare                | 3-2 | 23-25, 25-17, 25-22, 24-26, 17-15 |
| 06-11          | Tricolorul Ploiești-Dinamo Bucarest     | 3-1 | 26-28, 25-20, 25-16, 25-18        |

| A opta etapă |                                         |     |                     |
|              |                                         |     |                     |
| 11-11        | Universitatea Timișoara-Dinamo Bucarest | 0-3 | 18-25, 21-25, 22-25 |
| 11-11        | Baia Mare-Tricolorul Ploiești           | 0-3 | 22-25, 16-25, 17-25 |
| 11-11        | Universitatea Cluj-CSS2 Baia Mare       | 3-0 | 25-16, 25-15, 25-22 |
| 10-11        | Zalău-CSM Bucarest                      | 3-0 | 26-24, 31-29, 25-21 |
| 11-11        | Unirea Dej-Arcada Galați                | 0-3 | 18-25, 23-25, 23-25 |
| 12-11        | Steaua Bucarest-Universitatea Craiova   | 3-0 | 25-18, 25-21, 25-18 |

| A noua etapă |                                        |     |                            |
|              |                                        |     |                            |
| 18-11        | Uni. Craiova-Universitatea Timișoara   | 3-0 | 27-25, 25-23, 25-14        |
| 18-11        | Arcada Galați-Steaua Bucarest          | 0-3 | 18-25, 25-27, 17-25        |
| 18-11        | CSM Bucarest-Unirea Dej                | 3-1 | 20-25, 25-21, 25-23, 25-22 |
| 18-11        | CSS2 Baia Mare-Zalău                   | 0-3 | 13-25, 18-25, 17-25        |
| 18-11        | Tricolorul Ploiești-Universitatea Cluj | 3-0 | 25-13, 25-12, 25-21        |
| 17-11        | Dinamo Bucarest-Baia Mare              | 3-1 | 25-23, 19-25, 25-20, 27-25 |

| A zecea etapă |                                     |     |                            |
|               |                                     |     |                            |
| 25-11         | Universitatea Timișoara-Baia Mare   | 0-3 | 13-25, 16-25, 19-25        |
| 25-11         | Universitatea Cluj-Dinamo Bucarest  | 0-3 | 10-25, 22-25, 27-29        |
| 25-11         | Zalău-Tricolorul Ploiești           | 1-3 | 15-25, 25-21, 20-25, 21-25 |
| 25-11         | Unirea Dej-CSS2 Baia Mare           | 3-0 | 25-22, 25-13, 25-17        |
| 24-11         | Steaua Bucarest-CSM Bucarest        | 3-0 | 25-17, 25-18, 25-22        |
| 26-11         | Universitatea Craiova-Arcada Galați | 0-3 | 22-25, 22-25, 23-25        |

| A unsprezecea etapă |                                       |     |                                   |
|                     |                                       |     |                                   |
| 02-12               | Arcada Galați-Universitatea Timișoara | 3-0 | 25-18, 25-16, 25-23               |
| 02-12               | CSM Bucarest-Universitatea Craiova    | 3-0 | 27-25, 25-22, 25-17               |
| 03-12               | CSS2 Baia Mare-Steaua Bucarest        | 0-3 | 14-25, 14-25, 11-25               |
| 02-12               | Tricolorul Ploiești-Unirea Dej        | 3-0 | 25-22, 25-23, 25-20               |
| 02-12               | Dinamo Bucarest-Zalău                 | 2-3 | 25-22, 20-25, 25-22, 15-25, 5-15  |
| 02-12               | Baia Mare-Universitatea Cluj          | 3-2 | 25-18, 20-25, 25-20, 20-25, 15-10 |

| A douăsprezecea etapă |                                            |     |                                   |
|                       |                                            |     |                                   |
| 09-12                 | Universitatea Timișoara-Universitatea Cluj | 1-3 | 16-25, 17-25, 25-21, 21-25        |
| 09-12                 | Baia Mare-Zalău                            | 0-3 | 21-25, 20-25, 19-25               |
| 09-12                 | Dinamo Bucarest-Unirea Dej                 | 3-0 | 27-25, 25-14, 25-14               |
| 09-12                 | Tricolorul Ploiești-Steaua Bucarest        | 2-3 | 25-18, 18-25, 25-18, 21-25, 18-20 |
| 09-12                 | CSS2 Baia Mare-Universitatea Craiova       | 0-3 | 14-25, 19-25, 14-25               |
| 09-12                 | CSM Bucarest-Arcada Galați                 | 1-3 | 25-23, 18-25, 15-25, 18-25        |

| A treisprezecea etapă |                                           |     |                                   |
|                       |                                           |     |                                   |
| 16-12                 | CSM Bucarest-Universitatea Timișoara      | 3-0 | 25-22, 25-21, 25-16               |
| 06-01                 | Arcada Galați-CSS2 Baia Mare              | 3-0 | 25-13, 25-10, 25-9                |
| 16-12                 | Universitatea Craiova-Tricolorul Ploiești | 0-3 | 24-26, 23-25, 17-25               |
| 17-12                 | Steaua Bucarest-Dinamo Bucarest           | 3-0 | 27-25, 25-18, 25-14               |
| 16-12                 | Unirea Dej-Baia Mare                      | 3-2 | 19-25, 25-22, 21-25, 25-21, 15-10 |
| 16-12                 | Zalău-Universitatea Cluj                  | 3-0 | 25-22, 25-16, 25-16               |

| A paisprezecea etapă |                                       |     |                                   |
|                      |                                       |     |                                   |
| 13-01                | Universitatea Timișoara-Zalău         | 0-3 | 17-25, 13-25, 15-25               |
| 13-01                | Universitatea Cluj-Unirea Dej         | 1-3 | 21-25, 25-21, 22-25, 15-25        |
| 13-01                | Baia Mare-Steaua Bucarest             | 0-3 | 17-25, 17-25, 24-26               |
| 12-01                | Dinamo Bucarest-Universitatea Craiova | 0-3 | 17-25, 15-25, 17-25               |
| 13-01                | Tricolorul Ploiești-Arcada Galați     | 3-2 | 25-23, 25-19, 21-25, 17-25, 16-14 |
| 13-01                | CSS2 Baia Mare-CSM Bucarest           | 0-3 | 16-25, 19-25, 11-25               |

| A cincisprezecea etapă |                                        |     |                                   |
|                        |                                        |     |                                   |
| 20-01                  | CSS2 Baia Mare-Universitatea Timișoara | 1-3 | 25-27, 25-18, 25-27, 15-25        |
| 19-01                  | CSM Bucarest-Tricolorul Ploiești       | 3-1 | 25-22, 15-25, 25-23, 25-21        |
| 20-01                  | Arcada Galați-Dinamo Bucarest          | 3-1 | 25-14, 21-25, 25-20, 25-22        |
| 20-01                  | Universitatea Craiova-Baia Mare        | 3-0 | 25-20, 25-22, 25-14               |
| 20-01                  | Steaua Bucarest-Universitatea Cluj     | 3-0 | 25-20, 25-19, 25-17               |
| 20-01                  | Unirea Dej-Zalău                       | 2-3 | 19-25, 25-20, 21-25, 25-16, 13-15 |

| A șaisprezecea etapă |                                          |     |                                   |
|                      |                                          |     |                                   |
| 25-01                | Universitatea Timișoara-Unirea Dej       | 0-3 | 18-25, 20-25, 16-25               |
| 23-01                | Zalău-Steaua Bucarest                    | 0-3 | 23-25, 22-25, 20-25               |
| 24-01                | Universitatea Cluj-Universitatea Craiova | 0-3 | 13-25, 10-25, 10-25               |
| 24-01                | Baia Mare-Arcada Galați                  | 3-1 | 25-20, 15-25, 25-23, 25-21        |
| 24-01                | Dinamo Bucarest-CSM Bucarest             | 3-2 | 25-23, 25-15, 20-25, 12-25, 15-12 |
| 24-01                | Tricolorul Ploiești-CSS2 Baia Mare       | 3-0 | 25-14, 25-10, 25-16               |

| A șaptesprezecea etapă |                                             |     |                            |
|                        |                                             |     |                            |
| 27-01                  | Tricolorul Ploiești-Universitatea Timișoara | 3-0 | 25-13, 25-14, 25-13        |
| 27-01                  | CSS2 Baia Mare-Dinamo Bucarest              | 0-3 | 22-25, 8-25, 10-25         |
| 27-01                  | CSM Bucarest-Baia Mare                      | 3-0 | 25-17, 25-18, 25-11        |
| 27-01                  | Arcada Galați-Universitatea Cluj            | 3-0 | 25-10, 25-15, 25-16        |
| 28-01                  | Universitatea Craiova-Zalău                 | 3-1 | 18-25, 25-22, 25-15, 25-16 |
| 27-01                  | Steaua Bucarest-Unirea Dej                  | 3-1 | 25-21, 25-21, 18-25, 25-19 |

| Etapa 18 |                                         |     |                            |
|          |                                         |     |                            |
| 02-02    | Universitatea Timișoara-Steaua Bucarest | 1-3 | 19-25, 23-25, 29-27, 22-25 |
| 03-02    | Unirea Dej-Universitatea Craiova        | 1-3 | 25-20, 23-25, 22-25, 19-25 |
| 05-02    | Zalău-Arcada Galați                     | 3-1 | 24-26, 26-24, 25-23, 25-20 |
| 03-02    | Universitatea Cluj-CSM Bucarest         | 0-3 | 20-25, 21-25, 22-25        |
| 03-02    | Baia Mare-CSS2 Baia Mare                | 3-0 | 27-25, 25-11, 25-12        |
| 03-02    | Dinamo Bucarest-Tricolorul Ploiești     | 0-3 | 18-25, 15-25, 20-25        |

| Etapa 19 |                                         |     |                                   |
|          |                                         |     |                                   |
| 10-02    | Dinamo Bucarest-Universitatea Timișoara | 3-0 | 25-14, 25-17, 25-15               |
| 10-02    | Tricolorul Ploiești-Baia Mare           | 3-0 | 25-12, 25-17, 25-23               |
| 10-02    | CSS2 Baia Mare-Universitatea Cluj       | 0-3 | 12-25, 12-25, 15-25               |
| 10-02    | CSM Bucarest-Zalău                      | 3-2 | 25-20, 16-25, 25-19, 20-25, 15-10 |
| 10-02    | Arcada Galați-Unirea Dej                | 3-1 | 21-25, 27-25, 25-15, 25-12        |
| 10-02    | Universitatea Craiova-Steaua Bucarest   | 1-3 | 25-21, 25-27, 24-26, 22-25        |

| Etapa 20 |                                        |     |                                   |
|          |                                        |     |                                   |
| 14-02    | Universitatea Timișoara-Uni. Craiova   | 0-3 | 17-25, 12-25, 21-25               |
| 14-02    | Steaua Bucarest-Arcada Galați          | 1-3 | 14-25, 25-14, 19-25, 24-26        |
| 14-02    | Unirea Dej-CSM Bucarest                | 2-3 | 18-25, 25-22, 20-25, 25-23, 10-15 |
| 14-02    | Zalău-CSS2 Baia Mare                   | 3-0 | 25-13, 25-15, 25-18               |
| 13-02    | Universitatea Cluj-Tricolorul Ploiești | 0-3 | 20-25, 19-25, 16-25               |
| 14-02    | Baia Mare-Dinamo Bucarest              | 3-1 | 19-25, 25-23, 25-22, 25-18        |

| Etapa 21 |                                     |     |                            |
|          |                                     |     |                            |
| 17-02    | Baia Mare-Universitatea Timișoara   | 3-0 | 25-17, 25-17, 25-16        |
| 17-02    | Dinamo Bucarest-Universitatea Cluj  | 3-1 | 25-13, 28-30, 25-10, 28-26 |
| 19-02    | Tricolorul Ploiești-Zalău           | 3-1 | 25-27, 25-14, 25-15, 25-17 |
| 17-02    | CSS2 Baia Mare-Unirea Dej           | 0-3 | 14-25, 11-25, 16-25        |
| 17-02    | CSM Bucarest-Steaua Bucarest        | 0-3 | 21-25, 26-28, 25-27        |
| 17-02    | Arcada Galați-Universitatea Craiova | 3-1 | 24-26, 25-23, 28-26, 25-23 |

| Etapa 22 |                                       |       |                                   |
|          |                                       |       |                                   |
| 19-02    | Universitatea Timișoara-Arcada Galați | 0-3   | 20-25, 15-25, 15-25               |
| 24-02    | Universitatea Craiova-CSM Bucarest    | 3-0'' | 25-22, 25-20, 25-22               |
| 24-02    | Steaua Bucarest-CSS2 Baia Mare        | 3-0   | 25-11, 25-18, 25-20               |
| 07-02    | Unirea Dej-Tricolorul Ploiești        | 2-3   | 25-21, 20-25, 23-25, 25-17, 17-19 |
| 24-02    | Zalău-Dinamo Bucarest                 | 3-1   | 25-22, 19-25, 25-17, 25-16        |
| 24-02    | Universitatea Cluj-Baia Mare          | 1-3   | 25-23, 21-25, 30-32, 25-27        |

#### Clasamentul
| Pos. | Echipa                                | Pt | G  | V  | P  | SV | SP | Ratio | PF    | PS    | Ratio |
| ---- | ------------------------------------- | -- | -- | -- | -- | -- | -- | ----- | ----- | ----- | ----- |
| 1.   | Format:Volley Steaua Bucarest         | 59 | 22 | 20 | 2  | 62 | 13 | 4.769 | 1 827 | 1 511 | 1.209 |
| 2.   | Format:Volley Tricolorul Ploiesti     | 55 | 22 | 19 | 3  | 60 | 19 | 3.158 | 1 865 | 1 518 | 1.229 |
| 3.   | Format:Volley Arcada Galati           | 52 | 22 | 17 | 5  | 57 | 25 | 2.280 | 1 914 | 1 649 | 1.161 |
| 4.   | Format:Volley Zalau                   | 43 | 22 | 15 | 7  | 51 | 29 | 1.759 | 1 814 | 1 644 | 1.103 |
| 5.   | Format:Volley CSM Bucarest            | 41 | 22 | 14 | 8  | 47 | 33 | 1.424 | 1 801 | 1 718 | 1.048 |
| 6.   | Format:Volley Universitatea Craiova   | 39 | 22 | 13 | 9  | 43 | 30 | 1.433 | 1 709 | 1 540 | 1.110 |
| 7.   | Format:Volley Dinamo Bucarest         | 28 | 22 | 9  | 13 | 38 | 44 | 0.864 | 1 769 | 1 832 | 0.966 |
| 8.   | Format:Volley Baia Mare               | 28 | 22 | 9  | 13 | 35 | 47 | 0.745 | 1 746 | 1 826 | 0.956 |
| 9.   | Format:Volley Unirea Dej              | 27 | 22 | 8  | 14 | 39 | 48 | 0.813 | 1 885 | 1 876 | 1.005 |
| 10.  | Format:Volley Universitatea Cluj      | 14 | 22 | 4  | 18 | 21 | 55 | 0.382 | 1 498 | 1 760 | 0.851 |
| 11.  | Format:Volley CSS2 Baia Mare          | 7  | 22 | 3  | 19 | 10 | 62 | 0.161 | 1 264 | 1 745 | 0.724 |
| 12.  | Format:Volley Universitatea Timisoara | 3  | 22 | 1  | 21 | 6  | 64 | 0.094 | 1 257 | 1 730 | 0.727 |

| Calificată în Playoff | Calificată în playout |

### Playoff

#### Rezultate
| Etapa 1 |                                       |     |                                   |
|         |                                       |     |                                   |
| 04-03   | Steaua Bucarest-Universitatea Craiova | 3-0 | 25-19, 25-21, 25-17               |
| 02-03   | Tricolorul Ploiești-CSM Bucarest      | 3-0 | 25-22, 26-24, 25-20               |
| 03-03   | Arcada Galați-Zalău                   | 3-2 | 25-27, 25-27, 25-17, 26-24, 15-13 |

| Etapa 2 |                                     |     |                     |
|         |                                     |     |                     |
| 10-03   | Universitatea Craiova-Zalău         | 3-0 | 25-17, 25-21, 25-17 |
| 09-03   | CSM Bucarest-Arcada Galați          | 0-3 | 19-25, 21-25, 20-25 |
| 12-03   | Steaua Bucarest-Tricolorul Ploiești | 0-3 | 16-25, 22-25, 23-25 |

| Etapa 3 |                                           |     |                            |
|         |                                           |     |                            |
| 17-03   | Tricolorul Ploiești-Universitatea Craiova | 3-0 | 25-22, 25-20, 25-17        |
| 05-04   | Arcada Galați-Steaua Bucarest             | 3-1 | 25-18, 25-22, 22-25, 25-14 |
| 17-03   | Zalău-CSM Bucarest                        | 3-1 | 25-18, 25-23, 21-25, 25-18 |

| Etapa 4 |                                    |     |                                   |
|         |                                    |     |                                   |
| 21-03   | Universitatea Craiova-CSM Bucarest | 3-2 | 25-17, 19-25, 21-25, 25-15, 15-12 |
| 21-03   | Steaua Bucarest-Zalău              | 1-3 | 23-25,26-24, 26-28, 23-25         |
| 21-03   | Tricolorul Ploiești-Arcada Galați  | 2-3 | 25-19, 28-30, 21-25, 25-19, 14-16 |

| Etapa 5 |                                     |     |                                  |
|         |                                     |     |                                  |
| 24-03   | Arcada Galați-Universitatea Craiova | 3-0 | 25-18, 25-18, 27-25              |
| 26-03   | Zalău-Tricolorul Ploiești           | 2-3 | 19-25, 17-25, 25-15, 25-23, 8-15 |
| 25-03   | CSM Bucarest-Steaua Bucarest        | 3-2 | 23-25, 23-25, 25-18, 25-23, 15-7 |

| Etapa 6 |                                       |     |                                   |
|         |                                       |     |                                   |
| 29-03   | Universitatea Craiova-Steaua Bucarest | 3-0 | 25-18, 25-22, 27-25               |
| 02-04   | CSM Bucarest-Tricolorul Ploiești      | 0-3 | 11-25, 20-25, 18-25               |
| 30-03   | Zalău-Arcada Galați                   | 2-3 | 18-25, 25-14, 25-22, 19-25, 15-17 |

| Etapa 7 |                                     |     |                                   |
|         |                                     |     |                                   |
| 13-04   | Zalău-Universitatea Craiova         | 3-0 | 25-23, 25-20, 25-17               |
| 14-04   | Arcada Galați-CSM Bucarest          | 3-0 | 25-21, 25-13, 25-23               |
| 13-04   | Tricolorul Ploiești-Steaua Bucarest | 3-2 | 26-24, 25-21, 22-25, 23-25, 15-12 |

| Etapa 8 |                                           |     |                                  |
|         |                                           |     |                                  |
| 17-04   | Universitatea Craiova-Tricolorul Ploiești | 2-3 | 22-25, 19-25, 25-23, 34-32, 6-15 |
| 17-04   | Steaua Bucarest-Arcada Galați             | 3-0 | 25-20, 25-22, 25-16              |
| 17-04   | CSM Bucarest-Zalău                        | 3-0 | 25-21, 28-26, 25-17              |

| Etapa 9 |                                    |     |                            |
|         |                                    |     |                            |
| 21-04   | CSM Bucarest-Universitatea Craiova | 3-1 | 25-22, 18-25, 25-23, 25-22 |
| 21-04   | Zalău-Steaua Bucarest              | 3-1 | 25-20, 25-19, 21-25, 25-21 |
| 21-04   | Arcada Galați-Tricolorul Ploiești  | 3-1 | 25-21, 20-25, 25-17, 25-18 |

| Etapa 10 |                                     |     |                                  |
|          |                                     |     |                                  |
| 24-04    | Universitatea Craiova-Arcada Galați | 0-3 | 23-25, 19-25, 18-25              |
| 24-04    | Tricolorul Ploiești-Zalău           | 3-0 | 27-25, 25-17, 25-19              |
| 24-04    | Steaua Bucarest-CSM Bucarest        | 3-2 | 22-25, 25-20, 25-16, 22-25, 15-9 |

#### Clasament
| Pos. | Echipa                              | Pt | G  | V  | P  | SV | SP | Ratio | PF    | PS    | Ratio |
| ---- | ----------------------------------- | -- | -- | -- | -- | -- | -- | ----- | ----- | ----- | ----- |
| 1.   | Format:Volley Tricolorul Ploiesti   | 77 | 32 | 27 | 5  | 87 | 31 | 2.806 | 2 771 | 2 325 | 1.192 |
| 2.   | Format:Volley Arcada Galati         | 76 | 32 | 26 | 8  | 84 | 36 | 2.333 | 2 794 | 2 445 | 1.143 |
| 3.   | Format:Volley Steaua Bucarest       | 69 | 32 | 23 | 9  | 78 | 36 | 2.167 | 2 679 | 2 390 | 1.121 |
| 4.   | Format:Volley Zalau                 | 58 | 32 | 19 | 13 | 69 | 50 | 1.380 | 2 667 | 2 523 | 1.057 |
| 5.   | Format:Volley CSM Bucarest          | 51 | 32 | 17 | 15 | 61 | 57 | 1.070 | 2 588 | 2 583 | 1.002 |
| 6.   | Format:Volley Universitatea Craiova | 48 | 32 | 16 | 16 | 55 | 63 | 0.873 | 2 461 | 2 344 | 1.050 |

| Campionii României |

### Playout

#### Rezultate
| Etapa 1 |                                         |     |                            |
|         |                                         |     |                            |
| 03-03   | Dinamo Bucarest-Universitatea Timișoara | 3-0 | 25-22, 25-12, 25-19        |
| 02-03   | Baia Mare-CSS2 Baia Mare                | 3-0 | 25-14, 25-13, 25-10        |
| 03-03   | Unirea Dej-Universitatea Cluj           | 3-1 | 25-19, 25-17, 19-25, 25-18 |

| Etapa 2 |                                            |     |                            |
|         |                                            |     |                            |
| 10-03   | Universitatea Timișoara-Universitatea Cluj | 1-3 | 19-25, 25-22, 22-25, 26-28 |
| 10-03   | CSS2 Baia Mare-Unirea Dej                  | 0-3 | 18-25, 20-25, 14-25        |
| 10-03   | Dinamo Bucarest-Baia Mare                  | 3-1 | 22-25, 25-20, 25-22, 28-26 |

| Etapa 3 |                                   |     |                     |
|         |                                   |     |                     |
| 17-03   | Baia Mare-Universitatea Timișoara | 3-0 | 25-13, 25-12, 25-14 |
| 17-03   | Unirea Dej-Dinamo Bucarest        | 3-0 | 25-17, 26-24, 25-20 |
| 17-03   | Universitatea Cluj-CSS2 Baia Mare | 3-0 | 27-25, 25-11, 25-17 |

| Etapa 4 |                                        |     |                                  |
|         |                                        |     |                                  |
| 21-03   | Universitatea Timișoara-CSS2 Baia Mare | 3-0 | 25-16, 25-15, 25-12              |
| 21-03   | Dinamo Bucarest-Universitatea Cluj     | 3-1 | 25-16, 25-13, 23-25, 25-12       |
| 21-03   | Baia Mare-Unirea Dej                   | 3-2 | 19-25, 25-20, 25-21, 21-25, 15-9 |

| Etapa 5 |                                    |     |                            |
|         |                                    |     |                            |
| 24-03   | Unirea Dej-Universitatea Timișoara | 3-1 | 25-23, 25-23, 20-25, 26-24 |
| 26-03   | Universitatea Cluj-Baia Mare       | 0-3 | 24-26, 21-25, 23-25        |
| 24-03   | CSS2 Baia Mare-Dinamo Bucarest     | 0-3 | 19-25, 20-25, 16-25        |

| Etapa 6 |                                         |     |                                   |
|         |                                         |     |                                   |
| 31-03   | Universitatea Timișoara-Dinamo Bucarest | 0-3 | 8-25, 22-25, 21-25                |
| 23-03   | CSS2 Baia Mare-Baia Mare                | 0-3 | 12-25, 19-25, 24-26               |
| 31-03   | Universitatea Cluj-Unirea Dej           | 2-3 | 25-21, 18-25, 25-23, 22-25, 11-15 |

| Etapa 7 |                                            |     |                            |
|         |                                            |     |                            |
| 14-04   | Universitatea Cluj-Universitatea Timișoara | 0-3 | 23-25, 20-25, 16-25        |
| 07-03   | Unirea Dej-CSS2 Baia Mare                  | 3-0 | 25-8, 25-15, 25-19         |
| 14-04   | Baia Mare-Dinamo Bucarest                  | 1-3 | 20-25, 25-21, 20-25, 23-25 |

| Etapa 8 |                                   |     |                            |
|         |                                   |     |                            |
| 18-04   | Universitatea Timișoara-Baia Mare | 0-3 | 11-25, 25-27, 20-25        |
| 18-04   | Dinamo Bucarest-Unirea Dej        | 3-1 | 22-25, 25-19, 25-17, 25-18 |
| 14-03   | CSS2 Baia Mare-Universitatea Cluj | 0-3 | 24-26, 25-27, 22-25        |

| Etapa 9 |                                        |     |                            |
|         |                                        |     |                            |
| 26-03   | CSS2 Baia Mare-Universitatea Timișoara | 0-3 | 22-25, 24-26, 24-26        |
| 21-04   | Universitatea Cluj-Dinamo Bucarest     | 1-3 | 25-20, 17-25, 22-25, 17-25 |
| 21-04   | Unirea Dej-Baia Mare                   | 1-3 | 18-25, 25-20, 21-25, 21-25 |

| Etapa 10 |                                    |     |                            |
|          |                                    |     |                            |
| 25-03    | Universitatea Timișoara-Unirea Dej | 1-3 | 17-25, 25-17, 11-25, 19-25 |
| 27-04    | Baia Mare-Universitatea Cluj       | 3-0 | 25-20, 26-24, 25-23        |
| 25-03    | Dinamo Bucarest-CSS2 Baia Mare     | 3-1 | 25-15, 25-21, 29-31, 29-27 |

#### Clasament
| Pos. | Echipa                                | Pt | G  | V  | P  | SV | SP | Ratio | PF    | PS    | Ratio |
| ---- | ------------------------------------- | -- | -- | -- | -- | -- | -- | ----- | ----- | ----- | ----- |
| 1.   | Format:Volley Dinamo Bucarest         | 55 | 32 | 18 | 14 | 65 | 53 | 1.226 | 2 649 | 2 568 | 1.032 |
| 2.   | Format:Volley Baia Mare               | 51 | 32 | 17 | 15 | 61 | 56 | 1.089 | 2 582 | 2 529 | 1.021 |
| 3.   | Format:Volley Unirea Dej              | 48 | 32 | 15 | 17 | 64 | 62 | 1.032 | 2 766 | 2 675 | 1.034 |
| 4.   | Format:Volley Universitatea Cluj      | 24 | 32 | 7  | 25 | 35 | 77 | 0.455 | 2 274 | 2 599 | 0.875 |
| 5.   | Format:Volley Universitatea Timisoara | 12 | 32 | 4  | 28 | 18 | 85 | 0.212 | 1 942 | 2 492 | 0.779 |
| 6.   | Format:Volley CSS2 Baia Mare          | 7  | 32 | 3  | 29 | 11 | 92 | 0.120 | 1 836 | 2 536 | 0.724 |

| Retrogradată în Divizia A2 |

## Clasament final
| Poz | Club                           | Calificare            |
| --- | ------------------------------ | --------------------- |
|     | Tricolorul LMV Ploiești        | Challenge Cup 2018-19 |
| 2   | Arcada Galați                  | Coppa CEV 2018-19     |
| 3   | Steaua București               | Challenge Cup 2018-19 |
| 4   | VM Zalău                       | Challenge Cup 2018-19 |
| 5   | CSM București                  |                       |
| 6   | SCMU Craiova                   |                       |
| 7   | Dinamo București               |                       |
| 8   | Știința Baia Mare              |                       |
| 9   | Volley Unirea Dej              |                       |
| 10  | CS Universitatea Cluj          |                       |
| 11  | Volley Universitatea Timisoara | Divizia A2 2018-19    |
| 12  | CSS2 Baia Mare                 | Divizia A2 2018-19    |

## Statistici
| Performanță individuală | Performanță individuală   | Performanță individuală | Performanță individuală               |
| Poz.                    | Nume                      | Puncte                  | Echipa                                |
| ----------------------- | ------------------------- | ----------------------- | ------------------------------------- |
| 1                       | SRB Aleksandar Blagojević | 488                     | Format:Volley Universitatea Craiova   |
| 2                       | BRA Caio Provenzano       | 473                     | Format:Volley Dinamo Bucarest         |
| 3                       | ROU Rareș Bălean          | 467                     | Format:Volley Zalau                   |
| 4                       | ROU Traian Gemănariu      | 466                     | Format:Volley Universitatea Timisoara |
| 5                       | ROU Marian Bala           | 416                     | Format:Volley Arcada Galati           |
| 6                       | ROU Andrei Grigoraș       | 415                     | Format:Volley Unirea Dej              |
| 7                       | ROU Laurențiu Lică        | 400                     | Format:Volley Tricolorul Ploiesti     |
| 8                       | RUS Sergej Burcev         | 382                     | Format:Volley CSM Bucarest            |
| 9                       | ROU Bogdan Olteanu        | 364                     | Format:Volley Tricolorul Ploiesti     |
| 10                      | ROU Vlad Negrean          | 345                     | Format:Volley Baia Mare               |

| Atacuri câștigătoare | Atacuri câștigătoare      | Atacuri câștigătoare | Atacuri câștigătoare                  |
| Pos.                 | Nome                      | Punti                | Squadra                               |
| -------------------- | ------------------------- | -------------------- | ------------------------------------- |
| 1                    | SRB Aleksandar Blagojević | 421                  | Format:Volley Universitatea Craiova   |
| 2                    | ROU Rareș Bălean          | 411                  | Format:Volley Zalau                   |
| 3                    | ROU Traian Gemănariu      | 410                  | Format:Volley Universitatea Timisoara |
| 4                    | BRA Caio Provenzano       | 380                  | Format:Volley Dinamo Bucarest         |
| 5                    | ROU Andrei Grigoraș       | 347                  | Format:Volley CSM Bucarest            |
| 6                    | RUS Sergej Burcev         | 345                  | Format:Volley Unirea Dej              |
| 7                    | ROU Laurențiu Lică        | 329                  | Format:Volley Tricolorul Ploiesti     |
| 8                    | ROU Marian Bala           | 316                  | Format:Volley Arcada Galati           |
| 9                    | ROU Bogdan Olteanu        | 310                  | Format:Volley Tricolorul Ploiesti     |
| 10                   | ROU Vlad Negrean          | 297                  | Format:Volley Baia Mare               |

| Blocaje reușite | Blocaje reușite      | Blocaje reușite | Blocaje reușite                     |
| Pos.            | Nome                 | Punti           | Squadra                             |
| --------------- | -------------------- | --------------- | ----------------------------------- |
| 1               | ROU Răzvan Mihalcea  | 101             | Format:Volley Zalau                 |
| 2               | ROU Andrei Spînu     | 98              | Format:Volley Arcada Galati         |
| 3               | ROU Marius Șoloc     | 94              | Format:Volley Dinamo Bucarest       |
| 4               | LCA Julian Bissette  | 91              | Format:Volley Tricolorul Ploiesti   |
| 5               | RUS Nikita Stulenkov | 87              | Format:Volley Tricolorul Ploiesti   |
| 6               | ROU Codrin Mocanu    | 80              | Format:Volley Baia Mare             |
| 7               | BRA Lucas Rangel     | 74              | Format:Volley Arcada Galati         |
| 8               | ROU Răzvan Olteanu   | 73              | Format:Volley Universitatea Craiova |
| 9               | SRB Nemanja Čubrilo  | 68              | Format:Volley Steaua Bucarest       |
| 10              | ROU Ștefan Lupu      | 67              | Format:Volley Baia Mare             |

| Serve reușite | Serve reușite             | Serve reușite | Serve reușite                         |
| Pos.          | Nome                      | Punti         | Squadra                               |
| ------------- | ------------------------- | ------------- | ------------------------------------- |
| 1             | BRA Caio Provenzano       | 60            | Format:Volley Dinamo Bucarest         |
| 2             | ROU Marian Bala           | 48            | Format:Volley Arcada Galati           |
| 3             | ROU Andrei Grigoraș       | 46            | Format:Volley Unirea Dej              |
| 4             | RUS Nikita Stulenkov      | 44            | Format:Volley Tricolorul Ploiesti     |
| 5             | SRB Nemanja Čubrilo       | 41            | Format:Volley Steaua Bucarest         |
| 6             | SRB Aleksandar Blagojević | 35            | Format:Volley Universitatea Craiova   |
| 7             | ROU Dan Borota            | 34            | Format:Volley Universitatea Cluj      |
| 8             | ROU Rareș Bălean          | 33            | Format:Volley Zalau                   |
| 9             | ROU Mihai Coasă           | 32            | Format:Volley Unirea Dej              |
| 10            | ROU Traian Gemănariu      | 31            | Format:Volley Universitatea Timisoara |

NB: Datele se referă la întregul turneu.